# Catostomus santaanae
Catostomus santaanae е вид лъчеперка от семейство Catostomidae. Видът е застрашен от изчезване.

## Разпространение и местообитание
Разпространен е в САЩ.
Среща се на дълбочина около 1,3 m.

## Описание
На дължина достигат до 25 cm.
Продължителността им на живот е около 4 години.